# Diabolis Interium
Diabolis Interium è il terzo album in studio del gruppo musicale black metal svedese Dark Funeral, pubblicato nel 2001 dalla No Fashion Records.

## Ristampe
Viene rimasterizzato e ripubblicato nel 2007 dalla Regain Records  con l'aggiunta di un bonus disc contenente l'EP Teach Children to Worship Satan; l'edizione era limitata a 3000 copie.
Nel 2011 viene nuovamente ristampato, ma su vinile, dalla Back on Black.
E, nel 2013, in entrambi i formati dalla Century Media; con ulteriori tracce bonus registrate dal vivo.

## Tracce
1. The Arrival Of Satan's Empire – 3:50
2. Hail Murder – 5:02
3. Goddess Of Sodomy – 4:15
4. Diabolis Interium – 4:24
5. An Apprentice Of Satan – 6:08
6. Thus I Have Spoken – 5:03
7. Armageddon Finally Comes – 3:25
8. Heart Of Ice – 4:33

## Formazione
- Lord Ahriman - chitarre
- Emperor Magus Caligula - basso, voce
- Dominion - chitarre
- Matte Modin - batteria